# 1798 Watts
1798 Watts eller 1949 GC är en asteroid i huvudbältet, som upptäcktes 4 april 1949 av Indiana Asteroid Program vid Indiana University Bloomington med Goethe Link Observatory. Asteroiden har fått sitt namn efter den amerikanska astronomen Chester B. Watts.
Asteroiden har en diameter på ungefär 6 kilometer och den tillhör asteroidgruppen Flora.